# شبيب الخارجي
شَبِيب الخارِجي (26 هـ - 77 هـ / 647م - 696م)، أحد كبار الثائرين على بني أمية.
هو شبيب بن يَزيد بن نعيم بن قيس الشيباني، أبو الضحاك. خرج في الموصل مع صالح بن مسرح على الحجاج الثقفي، فقتل صالح فنادى بالخلافة لنفسه فبايعه حوالى 120 شخصا. كاد شبيب أن يهزم الحجاج لولا أن تدخل عبد الملك من الشام بجيش بقيادة سفيان بن الأبرد الكلبي. فر شبيب ولكنه مات، قيل غرقا.

## نسبه ومولده
هو شبيب بن يزيد بن نعيم بن قيس بن عمرو بن قيس بن شراحيل بن همام بن مرة بن ذهل بن شيبان. وقيل أن مولده في السنة 25 للهجرة في يوم النحر العاشر من ذي الحجة فقال ابوه: ولد في اليوم الذي تهراق فيه الدماء، وأحسبه سيكون صاحب دماء.
ورى الطبري عن أبي مخنف قال "ومضى شبيب حتى يأتي بني أبيه على اللَّصفِ، ماءٍ لرهطِهِ"، وقال ابن الأثير في تاريخه "ومضى شبيب حتى أتى بني أمية على اللصف، وعلى ذلك الماءِ، الفرزُ بنُ الأسود"، وذُكرَ في كتاب دائرة المعارف الإسلامية أن "[شبيب] ابن يزيد بن نعيم الشيبانى، زعيم من زعماء الخوارج، أصله من إقليم الموصل الذى نزحت إليه أسرته من واحة اللصف في صحراء الكوفة". وقال عبد الرحمن بدوي في كتابه (الخوارج والشيعة) "كانت أم شبيب الشيباني من نواحي الموصل عند منحدر جبل ساتيدما، ولا شكّ أن أباهُ كان يعيش هناك، ولكن أسرته كانت قد نزحت إلى هناك من ماء يُدعى اللصف، مارّة بالكوفة، وماء اللصف هذا يقع في صحراء الكوفة، ولكن بعض بني أبيه بقي في اللصف وكان يزورهم هناك والِدَا شبيبٍ.

## مقتله
ذكر ابن كثير في البداية والنهاية أن الحجاج بن يوسف الثقفي كتب إلى نائبه على البصرة وهو «الحكم بن أيوب بن الحكم بن أبي عقيل» وهو زوج ابنة الحجاج - يأمره أن يجهز جيشا من أربعة آلاف مقاتل في طلب شبيب، ويكونون تبعا لسفيان بن الأبرد، ففعل وانطلقوا في طلبه فالتقوا معه. وكان «ابن الأبرد» معه خلق من أهل الشام، فلما وصل جيش البصرة إلى «ابن الأبرد» التقوا معه جيشا واحدا هم وأهل الشام، ثم ساروا إلى شبيب فالتقوا به فاقتتلوا قتالا شديدا وصبر كل من الفريقين لصاحبه، ثم عزم أصحاب «الحجاج» فحملوا على الخوارج حملة منكرة والخوارج قليلون ففروا بين أيديهم ذاهبين حتى اضطروهم إلى جسر هناك، فوقف عنده «شبيب» في مئة من أصحابه، وعجز «سفيان بن الأبرد» عن مقاومته، ورده «شبيب» عن موقفه هذا بعد أن تقاتلوا نهارا طويلا كاملا عند أول الجسر أشد قتال، يكون ثم أمر «ابن الأبرد» أصحابه فرشقوهم بالنبال رشقا واحدا، ففرت الخوارج ثم كرت على الرماة فقتلوا نحوا من ثلاثين رجلا من أصحاب «ابن الأبرد»، وجاء الليل بظلامه فكف الناس بعضهم عن بعض، وبات كل من الفريقين مصرا على مناهضة الآخر، فلما طلع الفجر عبر «شبيب» وأصحابه على الجسر، فبينما «شبيب» على متن الجسر راكبا على حصان له وبين يديه فرس أنثى إذ نزا حصانه عليها وهو على الجسر فنزل حافز فرس شبيب على حرف السفينة فسقط في الماء، فقال: ليقضي الله أمرا كان مفعولا، ثم انغمر في الماء ثم ارتفع، وهو يقول: ﴿ذَلِكَ تَقْدِيرُ الْعَزِيزِ الْعَلِيمِ﴾ [الأنعام: 96] فغرق. فلما تحققت الخوارج سقوطه في الماء كبروا وانصرفوا ذاهبين متفرقين في البلاد، وجاء أمير جيش «الحجاج» فاستخرج شبيبا من الماء وعليه درعه، ثم أمر به فشق صدره فاستخرج قلبه فإذا هو مجتمع صلب كأنه صخرة، وكانوا يضربون به الأرض فيرتفع قامة الإنسان.
وقيل: إنه كان معه رجال قد أبغضوه لما أصاب من عشائرهم، فلما تخلف في الساقة اشتوروا وقالوا: نقطع الجسر به ففعلوا ذلك فمالت السفن بالجسر ونفر فرسه فسقط في الماء فغرق، ونادوا غرق أمير المؤمنين، فعرف جيش «الحجاج» ذلك فجاؤوا فاستخرجوه، ولما نعي «شبيب» إلى أمه قالت: صدقتم إني كنت رأيت في المنام وأنا حامل به أنه قد خرج منها شهاب من نار فعلمت أن النار لا يطفئها إلا الماء وأنه لا يطفئه إلا الماء، وكانت أمه جارية اسمها: «جهبرة»، وكانت جميلة، وكانت من أشجع النساء، تقاتل مع ابنها في الحروب.
وذكر ابن خلكان: أنها قتلت في هذه الغزوة وكذلك قتلت زوجته غزالة، وكانت أيضا شديدة البأس تقاتل قتالا شديدا يعجز عنه الأبطال من الرجال، وكان «الحجاج» يخاف منها أشد خوف حتى قال فيه بعض الشعراء:
وقد أمسك رجل من أصحابه فحمل إلى عبد الملك بن مروان فقال له: أنت القائل:
فقال: إنما قلت ومنا يا أمير المؤمنين شبيب. فأعجبه اعتذاره وأطلقه.